# Pterostilbene
Lo pterostilbene è uno stilbenoide chimicamente legato al resveratrolo, che si trova in mirtilli e uva. Appartiene al gruppo delle fitoalessine, sostanze prodotte dalle piante per combattere le infezioni.

## Effetti sull'organismo
Secondo una ricerca dell'Università dei paesi baschi svolta su modelli animali, la somministrazione di pterostilbene potrebbe ridurre l'accumulo di grasso corporeo riducendo pertanto l'insorgenza del diabete.